# حجر مفروش
حجرمفروش هي قرية في الجزائر بولاية سكيكدة، تقع في منطقة جبال مدينة القل وتعتبر هي مفترق بين أربعة بلديات: بني زيد (ولاية سكيكدة) (شرقا) والولجة بوالبلوط (غربا) وعين قشرة (جنوبا) ووادي الزهور (شمالا)، تمتاز بارتفاع شاهق فوق سطح البحر وزراعة الفلين.

## التاريخ
تعتبر حجرمفروش القاعدة والخلفية للمجاهدين ابان الثورة التحريرية حيت كانت مقر الولاية الثانية آنذاك والتي كانت تحوز على المستشفى العسكري الثوري في منطقة موجو، حيث كانت مخبرا لتخطيط المعارك والعمليات العسكرية التي تنفد ضد المستعمر الفرنسي مثل معركة واد زقار الشهيرة ومعركة بوالشمس، كانت حجرمفروش مقرا مبرمجا لعقد مؤتمر الأعضاء22 لتفجير الثورة قبل تغييره في آخر لحظة إلى منطقة الصومام ببجاية ولاسباب يقول المجاهدون أنها تقنية، جاهد في المنطقة مجموعة كبيرة من قادة الثورة التحريرية من امثال زيغود يوسف ولخضر بن طوبال وعلي كافي وبن عودة عمار بوغاغة ارجم وبوحجة السعيد وبوغاغة البغدادي هؤلاء كانو قادة الولاية ابان الثورة التحريرية ومن قادة الولاية الثالثة من مر وجاهد في المنطقة امثال كريم بلقاسم وعميروش آيت حمودة.

## الجغرافيا

### المناخ
تمتاز حجرمفروش بمناخ معتدل صيفا وبارد شتاءا حيت تكسو جباله الثلوج كل شتاء، كما يميز المنطقة هبوب الرياح شتوية قوية جدا لالتقاء تيار بحري واد الزهور والقل في اعالي قمم الجبال

### السكان
سكان حجرمفروش من أصول توفوتية امازيغية أحد بطون قبيلة كتامة أي ينتمون إلى عرش بني توفوث أي أبناء الشمس.

## الزراعة
الزراعة المعاشية شيء بديهي عند 80في المئة من السكان كما تربى الحيوانات الاليفة، ويعطي سكان حجرمفروش الأهمية الكبيرة للشجرة خاصة منها شجرة التوت الفرنسي والتين بجميع أنواعه والرمان والقسطل الفرنسي الفلين هو المنتوج الخام للمنطقة وهو مادة منتشرة بكثرة